# Elia (Nicosia)
Elia (in greco Ελιά?; in turco Doğancı o Elye) è un villaggio di Cipro, situato de iure nel distretto di Nicosia di Cipro, e de facto nel distretto di Lefke di Cipro del Nord.

## Geografia fisica
Elia si trova a est di Lefka, quattro chilometri a est di Pendayia/Yeşilyurt e tre chilometri a nord di Petra/Taşköy.

## Origini del nome
Elia significa "olivo" in greco. Fino al 1958, i turco-ciprioti usavano il nome Elye per il villaggio. Nel 1958, cambiarono quest'ultimo nome in Doğancı, che significa "falconiere".

## Società

### Evoluzione demografica
Elia fu un villaggio misto fino al 1931. Anche se il villaggio era abitato prevalentemente da musulmani (turco-ciprioti), c'era una piccola comunità greco-cipriota che viveva lì. Nel censimento ottomano del 1831, i cristiani (greco-ciprioti) costituivano quasi il 12% della popolazione del villaggio. Tuttavia, la popolazione greco-cipriota di Elia diminuì gradualmente durante il primo quarto del ventesimo secolo, e al tempo del censimento del 1946 non c'erano più greco-ciprioti. D'altra parte, la popolazione complessiva di Elia aumentò costantemente da 359 abitanti nel 1901 a 851 nel 1960.
Nessuno fu sfollato da questo villaggio durante i disordini intercomunitari degli anni 60. Tuttavia, durante lo stesso periodo, il villaggio servì come un importante centro di accoglienza per gli sfollati turco-ciprioti che erano fuggiti dai villaggi vicini come Petra/Dereli (Taşköy dopo il 1975), Flasou e Agios Giorgios di Solea. Secondo Richard Patrick, nel 1971 risiedevano nel villaggio ancora 132 turco-ciprioti sfollati.
Attualmente Elia è abitato solo dai suoi abitanti originali. Il censimento turco-cipriota del 2006 ha fissato la popolazione del villaggio a 1.291 persone.